# 千歳神社
千歳神社、千歲神社（ちとせじんじゃ）は、北海道千歳市真町1番地にある神社。創祀は享和3年（1803年）である。旧社格は郷社。

## 由緒
万治元年（1658年）に弁天堂（のちの釜加神社）が建立され、享和3年（1803年）には、箱館奉行の役人である高橋治太夫により、思古津稲荷大明神（千歳神社の前身）が建立される。
明治8年（1875年）には郷社となる。
大正6年（1917年）には社名を稲荷神社から千歳神社と改める。
その後、昭和50年（1975年）には本殿を新築し、平成5年（1993年）には社務所を新築する

。

## 祭神
- 豊宇気比売大神（とようけひめのおおかみ）[1]
- 伊智伎志摩比売大神（いちきしまひめのおおかみ）[1]

## 末社
- 釜加神社（弁天堂の後身で、千歳神社の末社）

## 交通
- JR北海道千歳線千歳駅から北海道中央バス（千歳営業所）及び千歳相互観光バスを利用し、「本町2丁目」停留所で下車し、徒歩5～6分程度。また、千歳相互観光バスの「図書館行き」を利用し、終点の「図書館」停留所で下車し、徒歩ですぐ。
- JR北海道千歳線千歳駅より車で5分程度
- 新千歳空港より車で10分程度

## 近隣の施設
- 千歳小学校
- 青葉公園